# Volkswagen en Turismo Competición 2000
El comienzo de Volkswagen en la disciplina automovilística argentina, viene de la mano con la fundación del primer Campeonato Argentino de TC 2000. Jorge Omar del Río, Rubén Luis Di Palma y Guillermo Maldonado fueron campeones del TC 2000 con esta marca.

## Historia

### El comienzo de la marca y la era del 1500
En la década del 70, comenzó en la Argentina la era de los coches de bajo consumo. Tal fue la irrupción de los mismos que comenzaron a ser utilizados por pilotos y preparadores para competir en el Turismo de Carretera. La idea de crear una categoría exclusiva para este tipo de coches se vio materializada con la creación del Turismo Competición 2000.
Si bien Volkswagen no estaba instituida como marca cuando se desarrolló el campeonato presentación del TC 2000, se puede decir que fue una de las marcas fundadoras de la categoría ya que tuvo su presencia al vencer en el primer campeonato oficial de TC 2000 del año 1980, con el modelo VW 1500. Los responsables de la puesta en pista de estas máquinas en ese entonces fueron Juan Carlos Pianetto (padre e hijo), como chasistas y Aldo Bellavigna como motorista.
A Jorge Omar del Río le cupo el honor de ser el primer campeón de la categoría en el año 1980 y repitió este éxito en los años 1981 y 1982. El dominio de Volkswagen se consolidó en el año 1983 con la coronación de Luís Rubén di Palma.
Sin embargo, a pesar de que en los años siguientes la marca fue perjudicada con el reglamento, esto no detuvo a sus simpatizantes que cada vez eran más. Sin lugar a dudas Volkswagen se empezaba a perfilar como marca animadora de la categoría.
También tuvieron sus VW 1500 José Miguel Pontoriero (que hizo debutar al Dodge 1500 en TC 2000 y ganó una carrera de TC frente a los coches de 3 litros), Carlos Crocco y Guillermo Maldonado.

### La era de la tracción delantera
Entre los años 1984 y 1989, Volkswagen, además de verse desfavorecida por el reglamento, también tuvo que lidiar con la evolución de sus rivales, quienes comenzaban a equiparse con unidades con tracción delantera, exceptuando al Ford Sierra que seguía utilizando tracción trasera pero siendo equipado con un alerón que le daba mejor rendimiento..
El Volkswagen 1500 sufrió diferentes reformas con el objetivo de mantenerse competitivo. Hasta que en 1988 se produjo la despedida del auto y no fue una despedida común. Guillermo Maldonado, quien comenzaba a partir de ese año a erigirse como el máximo abanderado de la marca, a bordo de su VW 1500 multicolor se enfrentó a las cupé Renault Fuego de Berta logrando el subcampeonato. En el año 1989 hizo su presentación el Volkswagen Gacel. La presentación del Gacel fue muy buena, al punto tal de haber llegado tercero en los años 1989 y 1990. Junto a él, también otros pilotos se presentaban como representantes de la marca, siendo Silvio Oltra quien formara equipo con Maldonado entre 1991 y las primeras fechas de 1993. Otros representantes que tuviera la marca fueron pilotos como Enrique Torriani, quien ya venía compitiendo desde 1981 con un Volkswagen 1500 y que entre 1989 y 1991 compitiera con un Gacel, y Marcelo Omar Michelini, quien debutara en la categoría en 1991 al comando de un Gacel.
A finales de 1990, debutaba el Volkswagen Carat, quien heredando el puesto del Gacel completaría el campeonato en la tercera ubicación, por detrás de Juan María Traverso, campeón con la Renault Fuego, y Osvaldo Abel López, subcampeón con un Fiat Regatta. En 1991 Maldonado volvería a la carga con su Carat de color rojo, auspiciado por "Cosechadoras Vassalli", aunque sólo le alcanzaría para recuperar el subcampeonato. Con el Carat, Maldonado reestrenaría el "2" en el año 1992, redecorando su unidad al pasar del rojo al verde oliva, debido al auspicio de la petrolera Isaura. Este año arrancaría compitiendo durante las primeras 7 fechas. En ese ínterin, durante la 6.ª fecha, corrida en Paraná, Maldonado sufre un accidente en el que destruye fuertemente su unidad, pasando a competir en la fecha siguiente con un coche provisto por Julio César Catalán Magni. A pesar de ello, era decisión tomada de Autolatina la construcción de una nueva unidad para ser presentada a partir de la 8.ª fecha: El Volkswagen Gol. 
Como se había mencionado, junto a Maldonado, el equipo de Volkswagen se completaba con la presencia en pista del excampeón Silvio Oltra, a quien le fuera confiado un segundo Carat, que fuera decorado en este caso de color dorado, por el patrocinio de "Páginas Doradas". En ese 1992, Oltra conseguiría desarrollar un gran torneo, al culminar en la 3.ª colocación, aunque casi sin poder dar gran pelea a los protagonistas que fueron Traverso y Ernesto Bessone II con su Ford Sierra. Maldonado por su parte, cerraría el año en la 8.ª colocación. Al año siguiente, el equipo se encuentra en fase de preparación y desarrollo de las unidades, siendo puesto en pista un Gol para Oltra, sin embargo a las pocas competencias, este piloto abandona la estructura para ir a competir en el equipo Fiat de Osvaldo Antelo. Su lugar fue ocupado por Enrique Urrutia. Con todas estas alternativas y a pesar de no cosechar victorias, Maldonado cierra el año en un trabajado 5.º lugar.
En otro orden de cosas, también durante el año 1992, tuvo lugar una presentación particular por parte del preparador Alberto Canapino, quien comenzaba a dar sus primeros pasos en la actividad. Para ello, el novel chasista de Arrecifes contaría con la incursión del piloto Miguel Ángel Guerra, quien venía piloteando desde el inicio de ese torneo, un Ford Sierra del equipo de Carlos Akel. El apoyo publicitario dispensado al piloto por la petrolera YPF, sirvieron de complemento para la concreción del proyecto. Finalmente, ante el bajo rendimiento presentado por este coche, Guerra abandonaría el proyecto a mitad del año 1993, volviendo a competir con el Sierra. Su lugar fue ocupado sucesivamente por los pilotos Leandro Larrosa y Víctor Rosso.

### Primer equipo oficial y primer campeonato de Maldonado
Tras la finalización del año 1993, llegaría el gran año de Maldonado dentro del TC 2000, con el inicio de la temporada 1994. En este torneo, el "Yoyo" recibiría un importante sostén económico para sus pretensiones de ir por el campeonato, ya que arribaría a un acuerdo para representar de manera oficial a la petrolera YPF. De esta manera, se institucionalizaría el Volkswagen YPF Motorsport, equipo que representaría a la marca alemana de manera oficial. El equipo se complementaba en este año con la presencia de Enrique Urrutia al comando de un segundo Gol. El año no podría resultar más auspicioso para el equipo y en especial para Maldonado, quien se alzaría con 3 triunfos en el año y doblegaría sin ningún problema a sus rivales. Sin Traverso en la conversación (había pasado de Renault a competir en el nuevo equipo Peugeot) y con Bessone y Zanatta como principales oponentes, el "Yoyo" finalmente conquistaría el honor de consagrarse como campeón argentino del TC 2000, por primera y única vez en su carrera deportiva.
En 1995, Maldonado estrenaría el "1" con un equipo completamente renovado, ya que al estreno del campeonato se le sumaba la presentación de una nueva unidad. El equipo se renovaría principalmente, con la presentación del Volkswagen Pointer como nuevo modelo. Asimismo, la plantilla de pilotos cambiaría, presentando como nuevo compañero de equipo al excampeón de Turismo Carretera, Walter Hernández. Asimismo, la construcción de las nuevas unidades estuvo a cargo del chasista Edgardo Fernández, mientras que la atención en pista del equipo, correría por cuenta de Guillermo Kissling, quien también se sumaría como piloto al proyecto, desarrollando una tercera unidad, la cual correría dos competencias, cediéndole finalmente esa unidad a Enrique Urrutia. Tras 4 competencias realizadas por este, se retiraría del equipo dejándole su lugar primeramente, a Roberto Urretavizcaya y luego a Juan Manuel Silva. En su temporada de presentación, el Pointer mostró algunos destellos de competitividad, aunque nada pudo hacer para obtener una victoria y mucho menos el campeonato, debido al dominio ejercido por el equipo Peugeot, con Juan María Traverso como estandarte principal. Nuevamente Volkswagen tendría en Maldonado a su mejor representante, culminando el torneo en la 5.ª colocación.
En 1996 el equipo oficial se presenta con dos Pointer, piloteados por Guillermo Maldonado y Walter Hernández. Este año será recordado por dos motivos: El primero, la primera victoria del modelo que se dio luego de 22 carreras sin llegar a lo más alto del podio en la carrera de 9 de Julio. Precisamente "Yoyo" fue el vencedor. La alegría fue completa porque Walter Hernández llegó segundo. El segundo motivo fue que luego de más de 10 años de actividad, Guillermo Maldonado anunciaba su retiro definitivo de las pistas.

### El nuevo equipo oficial
En 1997, se produjeron cambios reglamentarios en la categoría que incluían la creación de un Torneo especial para pilotos no ganadores, conocido como TC 2000 Light. Del mismo tomaron parte equipos particulares entre los que se encontraba un equipo formado por Claudio Alonso y Pedro Comito, que comenzaban a pilotear Volkswagen Pointers.
A todo esto, si bien "Yoyo" Maldonado se retiró de las pistas, no lo hizo de la actividad en sí, ya que asumió el desafío de ser el director general y preparador de la nueva estructura del Volkswagen YPF Motorsport. La misma se renovó con la aparición del Volkswagen Polo y la presentación de sus pilotos: Walter Hernández y la nueva incorporación, Gustavo Der Ohanessian.
De movida, el equipo se mostró altamente competitivo llegando repartirse las victorias entre ambos pilotos y perfilandosé Walter Hernández como candidato al título. Todo parecía definirse a favor del piloto de Volkswagen, pero en las últimas carreras debió soportar el asedio del equipo oficial Ford con Henry Martin a la cabeza. El campeonato se definió con escándalo a favor de Ford, pero eso no le quitó los méritos al equipo Volkswagen.
En 1998, el desempeño del equipo no fue el del año anterior, llegando Hernández a finalizar en 8.º lugar el campeonato. Al final del campeonato, Gustavo Der Ohanessian se desvinculaba del equipo por diferencias con Hernández.
En 1999, cuando todo parecía indicar que Volkswagen se presentaría con un solo auto, ocurrió algo que sorprendió a todos: Esteban Tuero anunciaba su retiro de la Fórmula 1, luego de competir en el equipo Minardi, que luego sería contratado por esta marca. Su colaboración en el equipo fue muy auspiciosa y le dio nuevamente al equipo la competitividad del año 97. Tal fue el avance que tuvo Volkswagen que se encontró a final de campeonato con Walter Hernández peleando palmo a palmo el campeonato con los Honda Civic de Juan Manuel Silva y Omar Martínez. Silva se terminaría coronando campeón y Hernández finalizaría 3.º. A finales de campeonato, debutó una tercera unidad del equipo oficial Volkswagen que fue piloteada por Mariano Altuna.
En el año 2000 fueron confirmados en sus butacas Hernández y Tuero.

### El final de la escudería oficial y la continuidad de la marca
En el año 2001, se sucede el conflicto entre la CDA del ACA y la ACTC. Este conflicto golpeó duramente al TC 2000 ya que varias figuras que se desempeñaban en ambos campeonatos prefirieron correr en TC. Así Volkswagen sufre la baja de Hernández, quién emigra a Ford, y permanece con un solo piloto (Tuero) por varias carreras hasta la incorporación de Alejandro Bini. También en ese año se produce el debut del último modelo presentado por Volkswagen: El Bora. Sin embargo antes de finalizar el año, Tuero anuncia su desvinculación del equipo. Este también fue el último año de la escudería oficial Volkswagen YPF Motorsports.
En el año 2002, hubo esporádicas apariciones de Volkswagen Polo manejados por pilotos particulares, y en 2003 Tuero volvió a correr con un Polo con preparación particular hasta el año 2005.

### El Sportteam
El Sport Team fue creado en el año 2003 utilizando la base de la estructura del antiguo equipo Volkswagen. Su director y propietario es Sergio Polze. La apuesta de Polze fue la de reflotar a la marca que se encontraba alejada de los primeros planos de la categoría. El equipo se estableció en la localidad de 9 de Julio, provincia de Buenos Aires, en el mismo taller que dirigiese el exitoso Guillermo Maldonado. Esto se dio gracias a la alianza tejida entre Sportteam y la empresa D&TE (Diseño y Trabajos Especiales), cooperativa formada por los ex operarios del antiguo Volkswagen YPF Motorsport. Los modelos presentados por el equipo fueron dos Bora y un Polo. Diferentes pilotos pasaron por los mandos de estos coches, entre los cuales se destacó Emiliano Spataro, quién llegó a pelear el campeonato de igual a igual con los equipos oficiales en el año 2005, finalizando 3.º.

### La continuidad de la marca
En el año 2008, finalmente el Sportteam se retira del TC 2000, debido a que los costos exigidos a las escuadras particulares, no favorecía en nada al equipo. Es así que Juan José Monteagudo, propietario del JM Motorsport, decide tomar las riendas para dar continuidad a la participación de la marca. La escudería, ya venía desde el 2007 corriendo con un Volkswagen Bora y un Volkswagen Polo, conducidos por Rubén Salerno y Gabriel Adámoli (REX). Fue así que en 2008, quedó como la única escudería defensora del honor de la marca alemana, pero esta vez ya con dos VW Bora, confiados a Salerno y Gustavo Der Ohanessian.
Para el año 2009, la escudería continuó el trabajo de desarrollo de los Volkswagen Bora, aunque en esta oportunidad, los modelos debieron ser equipados con los motores Berta Duratec TC 2000, tal como lo establecía el reglamento. Si bien, se estimaba que con estos motores la actuación de la escudería sería relevante, los resultados no fueron los mejores, terminando la misma en el último lugar. Inicialmente, sus pilotos fueron Rubén Salerno y Gustavo Der Ohanessian, sumándose unas carreras más tarde el piloto Augusto Delvas, pero con un Volkswagen Polo.
En 2010, nuevamente la escudería sigue su trabajo para poder encontrar el óptimo desarrollo del modelo Bora. Para esta oportunidad, los pilotos inicialmente convocados fueron Rubén Salerno y Marcelo Julián, sin embargo en la tercera fecha, problemas personales de Salerno (su hijo Eugenio casi pierde la vida en un accidente, corriendo una fecha de la categoría TC Mouras) y la desvinculación de Julián, facilitaron el debut de los pilotos Jorge Cersósimo y el joven Nicolás Ursprung. Luego de dos carreras, Salerno se reincorpora en la quinta fecha y tras su reincorporación, el JM Motorsports planea trabajar con él y con Cersósimo, a pesar de que Ursprung había competido en Resistencia (Chaco) como compañero de Salerno. Finalmente, Ursprung dejaría la estructura para acompañar a Néstor Riva en su escudería y un nuevo piloto se sumaría al JM Motorsports: el debutante Gonzálo Fernández, quién apareció en la 7.ª fecha de la categoría corrida en la Ciudad de La Rioja.

## Maldonado como representante fiel
Volkswagen se había centrado en dar apoyo a las fórmulas y ante el retiro de Guillermo Maldonado de las mismas, vuelve a poner su atención en el TC2000, de este modo el piloto de 9 de julio utiliza un VW1500 durante 1987 y 1988, año en el cual pelea el torneo y finaliza segundo.
A pesar de esta competitividad el 1500 le dejaba paso a un nuevo modelo, el Gacel, auto que es empleado por Maldonado desde 1989, este coche tenía como ventaja el uso de un motor 1.8 que le permitía tener un menor peso con lo cual se transformó desde el vamos en un coche de punta.
Sin embargo no tardó mucho en aparecer en pista el Carat, vehículo que aparece a mediados de 1990 en la pista y también peleó la punta y logró un subcampeonato.
Ante la presentación del VW Gol en el país, Maldonado debió esforzarse nuevamente y desarrollarlo para hacerlo competitivo durante 1993, tarea que finalmente le rendiría sus frutos en 1994 cuando se consagra campeón.
En 1995 se presenta como nuevo representante de la marca al Pointer, auto con el cual Guillermo Maldonado se retiraba de las pistas en 1996.

## Estadísticas

### Modelos
| Automóvil                        | Período                  | Motores                  | Victorias                | Campeonatos                |
| Turismo Competición 2000         | Turismo Competición 2000 | Turismo Competición 2000 | Turismo Competición 2000 | Turismo Competición 2000   |
| -------------------------------- | ------------------------ | ------------------------ | ------------------------ | -------------------------- |
| Dodge Volkswagen 1500            | 1979 - 1988              | Dodge 1.8 8V             | 36                       | 4 (1980, 1981, 1982, 1984) |
| Volkswagen Gacel                 | 1989 - 1990              | Audi AP1800 1.8 8V       | 4                        | -                          |
| Volkswagen Carat                 | 1990 - 1992              | Audi AP2000 2.0 8V       | 3                        |                            |
| Volkswagen Gol                   | 1992 - 1994              | Audi AP1800 1.8 8V       | 5                        | 1 (1994)                   |
| Volkswagen Pointer               | 1995 - 1998              | Audi AP2000 2.0 8V       | 1                        |                            |
| Volkswagen Polo                  | 1997 - 2008              | Volkswagen 2.0 16V       | 14                       |                            |
| Volkswagen Bora                  | 2001 - 2008              | Volkswagen 2.0 16V       | 2                        |                            |
| Súper TC 2000                    |                          |                          |                          |                            |
| Vento-RPE V8 (Hatchback híbrido) | 2012-2013                | RPE V8 2.7               |                          |                            |
| TC 2000 (2012-)                  |                          |                          |                          |                            |
| Bora-Berta                       | 2009-2013                | Duratec by Berta 2.2 16v |                          |                            |
| Vento-Berta                      | 2014                     | Duratec by Berta 2.2 16v |                          |                            |

### Victorias
| Victorias                | Fecha                           | Piloto                   | Modelo                   |
| Turismo Competición 2000 | Turismo Competición 2000        | Turismo Competición 2000 | Turismo Competición 2000 |
| ------------------------ | ------------------------------- | ------------------------ | ------------------------ |
| Primera                  | 1980 - 1.ª Fecha - Buenos Aires | Jorge Omar del Río       | Dodge 1500               |
| Última                   | 2005 - 7.ª Fecha - Curitiba     | Emiliano Spataro         | Volkswagen Bora          |

### Campeonatos
| #                        | Año                      | Piloto                   | Automóvil                | Cantidad de victorias    |
| Turismo Competición 2000 | Turismo Competición 2000 | Turismo Competición 2000 | Turismo Competición 2000 | Turismo Competición 2000 |
| ------------------------ | ------------------------ | ------------------------ | ------------------------ | ------------------------ |
| 1                        | 1980                     | Jorge Omar del Río       | Dodge 1500               |                          |
| 2                        | 1981                     | Jorge Omar del Río       | Volkswagen 1500          |                          |
| 3                        | 1982                     | Jorge Omar del Río       | Volkswagen 1500          |                          |
| 4                        | 1983                     | Luis Rubén Di Palma      | Volkswagen 1500          |                          |
| 5                        | 1994                     | Guillermo Maldonado      | Volkswagen Gol           |                          |

### Pilotos ganadores con la marca
| #                        | Piloto                   | Automóvil                | Cantidad de victorias    | Años                     |
| Turismo Competición 2000 | Turismo Competición 2000 | Turismo Competición 2000 | Turismo Competición 2000 | Turismo Competición 2000 |
| ------------------------ | ------------------------ | ------------------------ | ------------------------ | ------------------------ |
| 1                        | Jorge Omar del Río       | Dodge Volkswagen 1500    | 14                       | 1980-1983                |
| 2                        | Luis Rubén Di Palma      | Volkswagen 1500          | 15                       | 1980-1986                |
| 3                        | Carlos Crocco            | Volkswagen 1500          | 1                        | 1982-1986                |
| 4                        | Guillermo Maldonado      | Volkswagen 1500          | 4                        | 1987-1996                |
| 4                        | Guillermo Maldonado      | Volkswagen Gacel         | 4                        | 1987-1996                |
| 4                        | Guillermo Maldonado      | Volkswagen Carat         | 3                        | 1987-1996                |
| 4                        | Guillermo Maldonado      | Volkswagen Gol           | 5                        | 1987-1996                |
| 4                        | Guillermo Maldonado      | Volkswagen Pointer       | 1                        | 1987-1996                |
| 5                        | Walter Hernández         | Volkswagen Pointer       | -                        | 1995-2000                |
| 5                        | Walter Hernández         | Volkswagen Polo          | 10                       | 1995-2000                |
| 6                        | Gustavo Der Ohanessian   | Volkswagen Polo          | 1                        | 1997-1998                |
| 7                        | Esteban Tuero            | Volkswagen Polo          | 2                        | 1999-2007                |
| 7                        | Esteban Tuero            | Volkswagen Bora          | -                        | 1999-2007                |
| 8                        | Mariano Altuna           | Volkswagen Polo          | 1                        | 1999                     |
| 9                        | Emiliano Spataro         | Volkswagen Bora          | 2                        | 2005-2006                |